# Sumu-la-el
Sûmû-la-el (chiamato anche Sumulael o Sumu-la-ilu; fl. XIX secolo a.C.) fu il secondo re della prima dinastia di Babilonia.
Figlio di Sumu-abum, condusse campagne contro Kazallu e Kish, sconfiggendole e unificando il paese di Akkad: Sippar, Dilbat, Marad, Kazallu e Kish furono ridotte definitivamente a città provinciali del regno di Babilonia. 
Sumu-la-el fu anche autore di uno dei ricorrenti annullamenti di debiti, ricalcando il modello di Sargon e cercando di apparire agli occhi dei nuovi sudditi di Kish e delle altre città come un liberatore. 
Regnò dal 1880 al 1845 a.C., ovvero dal 1817 al 1781 a.C., a seconda della cronologia adottata. Suo successore fu Sabium.